# Shoji Koichi
Shoji Koichi (庄子幸一 k. 1955 – 2 tháng 8 năm 2019) là một sát nhân người Nhật Bản, đã thực hiện loạt vụ giết người ở Yamato, Kanagawa vào tháng 8 và tháng 9 năm 2001. Shoji bị hành quyết vì tội ác của mình vào ngày 2 tháng 8 năm 2019, tại Nhà giam Tokyo.

## Gây án
Ngày 28 tháng 8 năm 2001, Shoji Koichi thực hiện âm mưu đột nhập vào nhà nạn nhân đầu tiên, một người phụ nữ 54 tuổi. Shoji có ý định hãm hiếp bằng cách dùng khăn bịt miệng nạn nhân, nhưng khi bà chống cự, Shoji siết cổ bằng dây thắt lưng và dùng dao đâm vào bụng. Shoji cướp 230.000 yên, một ba lô chứa thẻ ATM, và 409.000 yên từ máy rút tiền tự động ở ngân hàng.
Ngày 12 tháng 9 cùng năm, Shoji cùng một đồng phạm là nữ giới âm mưu đột nhập vào nhà một phụ nữ 42 tuổi, đánh nạn nhân ngất xỉu bằng khẩu súng giấu ở thắt lưng, kề một con dao nhỏ vào cổ họng, dùng băng dính trói cổ tay và chân, rồi thực hiện hành vi cưỡng hiếp. Shoji quấn nhiều lớp băng dính quanh mặt nạn nhân với mục đích giết người, dìm mặt nạn nhân vào bồn tắm để làm ngạt thở. Cả hai cướp một túi đựng 60.000 yên và một cuốn sổ ngân hàng.
Cùng năm này, Shoji đột nhập vào nhà một phụ nữ 60 tuổi sống một mình, đe dọa và cưỡng hiếp bà. Sử dụng thẻ ATM chiếm được, Shoji lấy trộm 4,25 triệu yên từ máy rút tiền tự động của một ngân hàng.

## Xét xử
Bên công tố viên yêu cầu mức án tử hình đối với Shoji và đồng phạm. Tại phiên tòa đầu tiên, Shoji bị kết án tử hình, người phụ nữ bị kết án tù chung thân, vì người ta cho rằng cô đã bị Shoji điều khiển tâm trí để giúp ông ta thực hiện các vụ giết người. Cả công tố viên và bị cáo đều kháng cáo chống lại bản án.
Tòa phúc thẩm đã bác bỏ kháng cáo của công tố và bị cáo, đồng thời giữ nguyên bản án tử hình đối với Shoji và án tù chung thân đối đồng phạm. Người phụ nữ không kháng cáo và bị kết án tù chung thân. Chỉ có Shoji, giữ nguyên bản án tử hình, đã kháng cáo lên Tòa án Tối cao chống lại phán quyết.
Ngày 6 tháng 11 năm 2007, Hội đồng xét xử của Tòa án Tối cao đã bác đơn kháng cáo của Shoji với lý do "việc cưỡng hiếp, trộm cắp tài sản và hàng hóa, sát hại phụ nữ là hành vi tàn ác," án tử hình đã được phê chuẩn.

## Kết án
Ngày 2 tháng 8 năm 2019, Shoji Koichi bị hành quyết tại Nhà giam Tokyo theo lệnh hành quyết do Bộ trưởng Bộ Tư pháp Yamashita Takashi ban hành. Đây là vụ hành quyết đầu tiên sau cuộc cải cách mới, cùng với vụ hành quyết Suzuki Yasunori, phạm nhân bị xử tử cùng ngày tại Nhà giam Fukuoka.